# Une année aussi longue que la vie
Pour plus de détails, voir Fiche technique et Distribution.
Une année aussi longue que la vie (Год как жизнь, God kak jizn) est un film soviétique biographique en deux épisodes des réalisateurs Azerbaïdjan Mambetov et Grigori Rochal, tourné en 1965 et sorti en URSS en 1966. Il raconte un an de la vie des fondateurs du communisme, Karl Marx et Friedrich Engels. Le scénario est basé sur le roman de Galina Serebriakova, Le Vol du feu (Похищение огня).

## Synopsis
Le film traite de la période 1848-1849 dans la vie de Marx et Engels. L'histoire commence avec la publication du Manifeste. Après la révolution de 1848 en France, Marx est expulsé de Belgique, et après le début de la révolution en Allemagne, il s'installe à Cologne et essaie de soutenir ses camarades avec la parution du Neue Rheinische Zeitung. Alors Marx, persécuté par les autorités pour ses opinions, doit fuir à Londres avec sa famille. 

## Fiche technique
- Réalisation : Azerbaïdjan Mambetov, Grigori Rochal
- Scénario : Grigori Rochal
- Opérateurs : Leonid Kosmatov, Alexandre Simonov
- Musique : Dmitri Chostakovitch
- Directeur artistique : Iossif Spienel
- Photographie : Mark Chadour
- Durée : 146 minutes

## Distribution
- Igor Kvacha : Karl Marx
- Andreï Mironov : Friedrich Engels
- Roufina Nifontova : Jenny von Westphalen
- Alexeï Alexeïev : Wilhelm Wolff
- Vassili Livanov : Georg Weerth
- Anatoli Soloviov : Karl Schapper
- Vladimir Balachov : Joseph Moll
- Svetlana Kharitonova : Lenchen
- Lev Zolotoukhine : Bakounine
- Olga Gobzeva : Dacha
- Artiom Karapetian : Moses Hess
- Dmitri Mirgorodski : Georg Herwegh
- Klara Loutchko : Emma Herwegh
- Sergueï Kourilov : Heinrich Heine
- Alla Boudnitskaïa : Mathilda Heine
- Zinovi Gerdt : Bornstedt
- Grigor Spiegel : Keller
- Fiodor Nikitine : Walter-Socrate
- Nikita Mikhalkov : Jules
- Ariadna Chenguelaïa : Jeannette
- Natalia Hitzeroth : Madame Antoine